# Mungo Jerry
Mungo Jerry — британская рок-группа, образованная певцом и автором песен Рэем Дорсетом в 1969 году в Лондоне, Англия, и исполнявшая эклектичный поп-рутс-рок с элементами рокабилли, блюза, ритм-энд-блюза, скиффла, рок-н-ролла и т. д. Восемь синглов группы входили в UK Top 40; самый известный из которых, «In the Summertime», в июне 1970 года возглавил британский хит-парад и семь недель оставался на его вершине.

## История группы
Mungo Jerry образовались в 1969 году, после того, как певец и автор песен Рэй Дорсет и клавишник Колин Эрл (англ. Colin Earl) вышли из состава группы Good Earth (просуществовавшей два года как Memphis Leather и на Saga Records выпустившей альбом It’s Hard Rock & All That). Вскоре к дуэту присоединились Пол Кинг (гитара, казу), Майк Коул (контрабас, бас-гитара) и Джо Раш (перкуссия).
Квинтет взял себе новое название Mungo Jerry, заимствованное из стихотворения Т. С. Элиота, и принял участие на фестивале в Холливуде (неподалёку от Ньюкасла). С огромным успехом выступив на одной сцене с Grateful Dead, Хосе Фелисиано, Air Force (Джинджера Бейкера) и Black Sabbath, Mungo Jerry немедленно приобрели известность.
В июне 1970 года на Dawn Records (новом лейбле, образованном записывающей компанией Pye) вышел дебютный сингл Mungo Jerry «In the Summertime»: он семь недель продержался на вершине британского хит-парада и в конечном итоге разошёлся (по данным на 2007 год) 23-миллионным тиражом.
Второй чарттоппер «Baby Jump» (март 1971 года) был записан уже после того, как Коула заменил в составе Джон Годфри. «Lady Rose» (#5, UK Singles Chart), согласно Allmusic, «окончательно утвердил группу в статусе главного производителя летних хитов».
Неудовлетворенный столь легкомысленной репутацией, Дорсет выпустил в 1972 году сольный альбом Cold Blue Excursion, в котором использовал духовые и струнные. Примерно в то же время Эрл и Кинг попытались вытеснить фронтмена из состава, но менеджмент принял решение в пользу последнего и уволил смутьянов (образовавших King Earl Boogie Band). С этих пор под вывеской Mungo Jerry выступал уже один только Рэй Дорсет с постоянно менявшимся составом участников, в числе которых были заметны ударник Chicken Shack Пол Хэнкокс и басист Боб Дэйзли, получивший позже известность в Rainbow и группе Оззи Осборна.
В числе хитов Mungo Jerry первой половины 70-х — «Alright Alright Alright» (перепев французского хита Жака Дютронка), «You Don’t Have to Be in the Army to Fight in the World», «Long Legged Woman Dressed in Black», «Open Up», «Wild Love», «Hello Nadine», «It’s a Secret».
Вторая половина 70-х годов была почти полностью посвящена концертной деятельности: Mungo Jerry стали единственной группой, побывавшей во всех странах Восточной Европы (с огромным успехом их выступления прошли в Болгарии и Чехословакии). В 1980 году Рэй Дорсет вернулся в британский хит-парад: «Feels Like I’m in Love» (первоначально написанная им для Элвиса Пресли) поднялась здесь на первое место в исполнении Келли Мари.
Всю жизнь жаждавший серьёзного признания на блюзовой сцене и страдавший от своего несколько карикатурного имиджа (во многом обеспеченного его же собственными бакенбардами), Рэй Дорсет наконец-то добился своего с альбомом A Case for the Blues, записанным в 1984 году супергруппой Katmandu, в числе участников которой были Питер Грин (экс-Fleetwood Mac) и Винсент Крейн (экс-Atomic Rooster, The Crazy World of Arthur Brown).
Последнее появление Mungо Jerry в чартах относится к 1999 году, когда вышел «Toon Army», футбольный гимн в поддержку клуба «Ньюкасл Юнайтед».

## Дискография

### Альбомы
- Mungo Jerry — 1970 (# 14, UK)
- Electronically Tested — 1971 (# 13)
- You Don’t Have to Be in the Army — 1971
- Boot Power — 1972
- Long Legged Woman Dressed in Black — 1974
- Impala Saga — 1976
- Ray Dorset & Mungo Jerry — 1977
- Lovin’ in the Alleys and Fightin' in the Streets — 1977
- Six a Side — 1979 (compilation)
- Together Again — 1981
- Boogie Up — 1982
- All the Hits Plus More — 1987 (compilation)
- Snakebite — 1991
- Old Shoes New Jeans — 1997
- Candy Dreams — 2001
- Move On — The Latest and the Greatest — 2002 (compilation)
- Adults Only — 2003

### Синглы
- «In the Summertime» — 1970 (# 1, UK)
- «Baby Jump» — 1971 (# 1)
- «Lady Rose» — 1971 (# 5)
- «You Don’t Have to Be in the Army to Fight in the War» 1971 (# 13)
- «Open Up» — 1972 — (# 21)
- «Alright Alright Alright» 1973 (# 3)
- «Wild Love» — 1973 (# 32)
- «Long Legged Woman Dressed in Black» — 1974 (# 13)
- «In the Summertime ´87» — 1987 (как Mungo Jerry & Brothers Grimm)
- «Prospects» — 1985 (# 35, как Made in England)
- «Support the Toon» — It’s Your Duty — 1999 (# 57)